# Vietnamesischsprachige Wikipedia

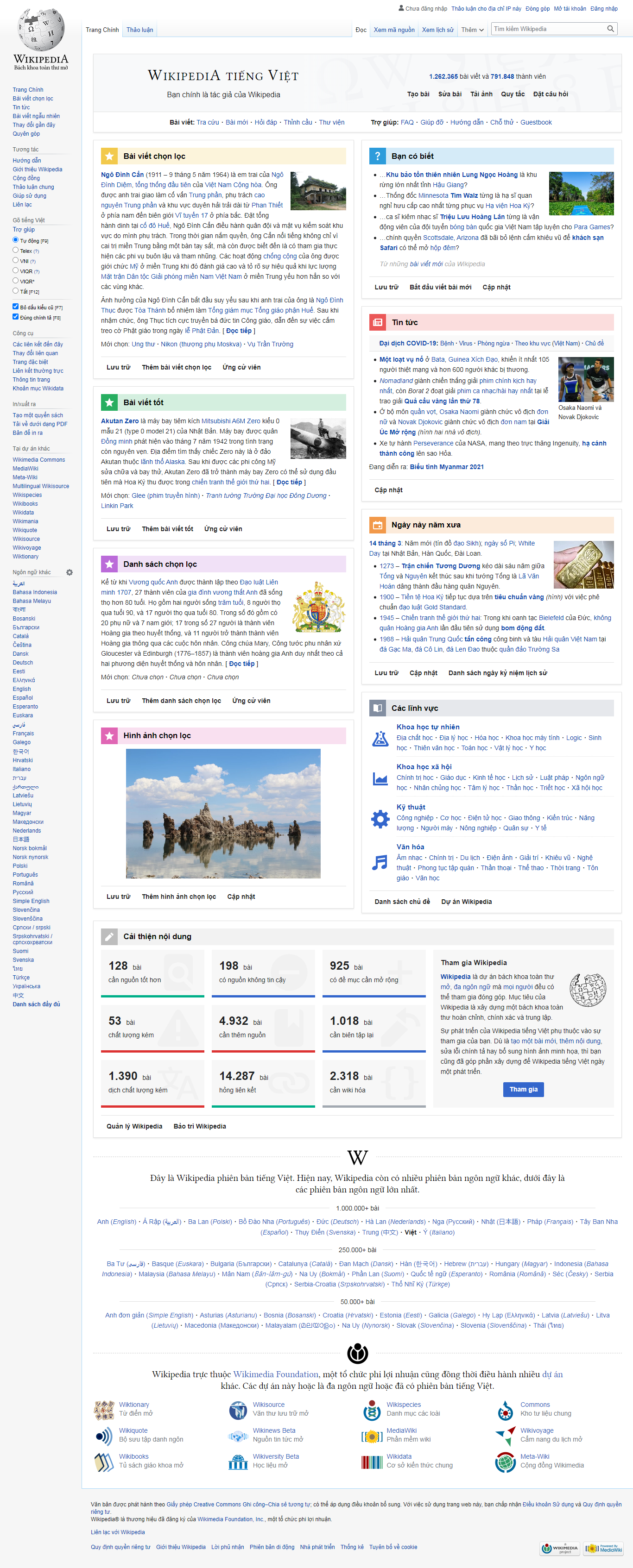
Hauptseite der vietnamesischsprachigen Wikipedia vom 9. September 2012.

Die vietnamesischsprachige Wikipedia ist die vietnamesische Variante des internationalen Wikipedia-Projektes.

## Geschichte
Die vietnamesischsprachige Wikipedia wurde im November 2003 eingerichtet und zählte im März 2004 100, im April 2005 1.000 und im August 2006 10.000 Artikel. Das Wachstum beschleunigte sich dann noch. Im August 2009 waren bereits 100.000 Artikel erreicht, im Juli 2011 bereits 250.000 und im September 2012 500.000. Auch durch den Einsatz von Bots wurde die Zahl von 1.000.000 Artikel bereits weniger als zwei Jahre später im Juni 2014 erzielt. Danach ging das Wachstum wieder zurück. Im September 2020 zählte die vietnamesische Sprachversion 1.255.762 Artikel und 764.091 Mitarbeiter, davon 2.568 aktive Autoren.

## Wikimedia
Betreiber der vietnamesischsprachigen Wikipedia und aller anderen Sprachversionen der freien Internet-Enzyklopädie ist die Wikimedia Foundation in San Francisco, USA.

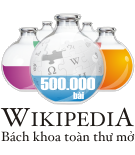
Logo 500.000 Artikel (September 2012)